# Палесейдс (Техас)
Палесейдс (англ. Palisades) — селище (англ. village) в США, в окрузі Рендалл штату Техас. Населення — 268 осіб (2020).

## Географія
Палесейдс розташований за координатами 35°3′32″ пн. ш. 101°48′2″ зх. д. / 35.05889° пн. ш. 101.80056° зх. д. (35.058945, -101.800457).  За даними Бюро перепису населення США в 2010 році селище мало площу 1,50 км², з яких 1,45 км² — суходіл та 0,05 км² — водойми.

## Демографія
Згідно з переписом 2010 року, у селищі мешкало 325 осіб у 138 домогосподарствах у складі 95 родин. Густота населення становила 216 осіб/км².  Було 165 помешкань (110/км²).
Расовий склад населення:
| - 97,5 % — білих - 1,5 % — корінних американців |

До двох чи більше рас належало 0,6 %. Частка іспаномовних становила 6,2 % від усіх жителів.
За віковим діапазоном населення розподілялося таким чином: 18,8 % — особи молодші 18 років, 64,3 % — особи у віці 18—64 років, 16,9 % — особи у віці 65 років та старші. Медіана віку мешканця становила 46,1 року. На 100 осіб жіночої статі у селищі припадало 115,2 чоловіків;  на 100 жінок у віці від 18 років та старших — 116,4 чоловіків також старших 18 років.
Середній дохід на одне домашнє господарство  становив 67 905 доларів США (медіана — 74 063), а середній дохід на одну сім'ю — 78 706 доларів (медіана — 82 083). Медіана доходів становила 58 125 доларів для чоловіків та 36 875 доларів для жінок. За межею бідності перебувало 12,9 % осіб, у тому числі 3,8 % дітей у віці до 18 років та 32,7 % осіб у віці 65 років та старших.
Цивільне працевлаштоване населення становило 140 осіб. Основні галузі зайнятості: освіта, охорона здоров'я та соціальна допомога — 18,6 %, виробництво — 14,3 %, роздрібна торгівля — 12,9 %.